# Metaleptyphantes bifoliatus
Metaleptyphantes bifoliatus är en spindelart som beskrevs av George Hazelwood Locket 1968. Metaleptyphantes bifoliatus ingår i släktet Metaleptyphantes och familjen täckvävarspindlar.
Artens utbredningsområde är Angola. Inga underarter finns listade i Catalogue of Life.